# Ulrich von Hardegg
Ulrich zu Hardegg (auch Ulrich von Hardeck; Ulrich zu Hardegg auf Glatz und im Machlande; * nach 1483; † 1535) war der jüngere Sohn von Graf Heinrich zu Hardegg (vorher Prueschenk, Freiherr zu Stettenberg;* 1460 † 1513) Er entstammte dem Familienstamm der Prüschenk der Grafen zu Hardegg. Von 1501 bis 1524 war er Pfandherr der böhmischen Grafschaft Glatz. 1503 wurde ihm und seiner Familie der Titel eines Grafen von Glatz verliehen.

## Herkunft und Familie
Ulrichs Vater Graf Heinrich von Hardegg (vorher Prueschenk, Freiherr zu Stettenberg; † 1513) stand in kaiserlichen Diensten und war zeitweise Reichshauptmann in Italien. Seit 1495 führte er den Titel eines Grafen von Hardegg, und 1499 wurde er in den Reichsgrafenstand als Graf zu Hardegg und im Machlande erhoben. Ulrichs Mutter war Elisabeth (* 1466), eine Tochter des böhmischen Adligen und Landeshauptmanns von Schlesien Johann II. von Rosenberg. Ulrich hatte die Brüder Julius I. († 1557) und Johann († 1533).
1515 vermählte sich Ulrich mit Sidonie/Zdeňka, einer Tochter des Münsterberger Herzogs Heinrich d. Ä. und Enkelin des böhmischen Königs Georg von Podiebrad.

## Leben
1501 erwarb Ulrich von Hardegg für 70.000 Rheinische Gulden von seinen späteren Schwägern Albrecht I., Georg I. und Karl I. die damals unmittelbar zu Böhmen gehörende Grafschaft Glatz. Das Glatzer Land war erst 1459 vom böhmischen König Georg von Podiebrad zur Grafschaft erhoben worden und sollte als Herrschaftsgebiet für seine Nachkommen dienen. Dessen Sohn Heinrich d. Ä. residierte als erster Graf von Glatz auf dem dortigen Schloss, hinterließ jedoch bei seinem Tod 1498 seinen drei Söhnen hohe Schulden, weshalb sie gezwungen waren, die Grafschaft an Ulrich von Hardegg zu verkaufen.
Dem Kaufvertrag stimmten für die erbuntertänigen Bauern die Ritter Hans von Pannwitz, Melchior von Donig, Georg von Bischofsheim und Heinrich von Kauffung zu, während die Glatzer Stände und die Freirichter Ulrich von Hardegg persönlich huldigten. Zudem war die Zustimmung der Witwe Heinrichs d. Ä. Ursula von Brandenburg, erforderlich, die die Grafschaft anlässlich ihrer Vermählung als Morgengabe erhalten hatte. Nach Vertragsabschluss bestätigte Ulrich von Hardegg dem Glatzer Adel und den königlichen Städten ihre bisherigen Privilegien. Nachfolgend residierte Ulrich in Glatz, wo er für die Pfarrkirche Mariä Himmelfahrt einen Taufstein stiftete, der sein Wappen trug.
1507 verlieh der spätere Kaiser Maximilian I. in seiner Eigenschaft als böhmischer Landesherr Ulrich von Hardegg das Münzrecht. Die in seiner Glatzer Münze geprägten Münzen durften neben dem Wappen der Grafschaft auch das Wappen der Familie Hardegg enthalten. Während seiner Herrschaftszeit wurde 1512 in Glatz ein Generallandtag der Krone Böhmen abgehalten, auf dem u. a. die Bekämpfung des Raubrittertums beschlossen wurde.
1524 erließ Ulrich von Hardegg, der auch über das Bergregal verfügte, für sein Land eine neue Bergordnung. Im selben Jahr, am 29. Dezember, verkaufte er die Grafschaft seinem Bruder Johann von Hardegg. Dieser residierte überwiegend auf der Heinrichsburg im Unteren Mühlviertel.